# プロク・チン
プロク・チン（Proch Thin）は、カンボジアの女子陸上競技選手。専門はやり投げ。
1973年にマニラで開催されたアジア陸上競技選手権大会に出場し、やり投げで銅メダルを獲得している。